# إبراهيم عقيل (تايكوندو)
إبراهيم عقل كمال ، ولد في الرابع عشر من أبريل عام 1979م في عمان. و المعروف بإبراهيم عقل، وهو لاعب التايكوندو الأردني الذي نافس في فئة الوزن الثقيل للرجال. وقد حصل على ميداليتين برونزيتين في فئة الوزن الأكثر من 84 كغم في بطولات التايكوندو الاسيوية (1998 و2004) ، كما مثل دولته الأردن في دورة الألعاب الأولمبية الصيفية 2004.

## في أولمبياد أثينا 2004
تأهل إبراهيم للفرقة الأردنية لفئة الرجال في الوزن الثقيل (80كغ) في دورة الألعاب الأولمبية الصيفية 2004 و التي أقيمت في أثينا، من خلال حصوله على المركز الثالث و منحه اللقب من بطولة التصفيات الآسيوية المؤهلة للألعاب الأولمبية في بانكوك، تايلاند. و تغلب على الدنماركي زكريا أسيدا و الفيتنامي نجوين فان هونغ في النهائيات، و ذلك قبل أن يتخلف عن اليوناني ألكسندروس نيكولايديس - البالغ طوله مترين – في مباراة نصف النهائي بنتيجة 3-6. وذلك مع تقدم خصمه اليوناني الهائل إلى المباراة النهائية، قدم إبراهيم فرصة للأردن للحصول على أول ميدالية أولمبية رسمية* وذلك بإنتصاره الأكثر من مرضي على نظيره الكازخستاني عادل خان ساجينديكوف بقرار تحكيم هامشي في جولات الإعادة. و لكنه أضاع فرصته في الهزيمة 2-6 أمام الفرنسي باسكال جنتيل على الميدالية البرونزية ، مما أدى إلى تراجع إبراهيم إلى المركز الرابع.

## إبراهيم عقل مدربا
يعمل منذ 2010 مدربا للتايكوندو في الكويت، حيث درب الأعوام 2010-2012  مدربا للتايكوندو في نادي النصر الرياضي، ويدرب منذ 2012  النادي النادي العربي الرياضي.

## روابط خارجية
- إبراهيم كمال على موقع بيانات التايكوندو

http://www.taekwondodata.com/ibrahim-kamal.a2n8.html